# Circuito digital

Diagrama del 3 Pin Charlieplexing, técnica eficiente en circuitos digitales para controlar LEDs con solo 3 pines.

Un circuito digital (también, circuito lógico) es aquel que maneja la información en forma binaria, es decir, con valores de "1" y "0".
Estos dos niveles lógicos de voltaje fijos representan:
- "1" nivel alto o "high".
- "0" nivel bajo o "low".

## Tipos de elementos digitales
Estas combinaciones (ya mencionadas) dan lugar a otros tipos de elementos digitales. Aquí hay un listado de algunos de estos.
- compuerta NAND (No Y)
- compuerta NOR (No O)
- compuerta OR exclusiva (O exclusiva)
- demultiplexores o demultiplexadores
- decodificadores
- codificadores
- flip-flops también conocidos como biestables.
- memorias
- microcontroladores
- microprocesadores
- multiplexores o multiplexadores

## Información general
En el circuito lógico digital existe transmisión de información binaria entre sus circuitos. En primera instancia esto parece relativamente simple, pero los circuitos electrónicos son bastante complejos ya que su estructura está compuesta por un número muy grande de circuitos simples, donde todos deben funcionar de la manera correcta para lograr el resultado esperado y no obtener una información errónea.
La información binaria que transmiten los circuitos ya mencionados, se representan de la siguiente forma:
- "0" o "1"
- "Falso" o "Verdadero"
- "On" o "Off"
- "Abierto" o "Cerrado"
- o cualquier mecanismo que represente dos estados mutuamente excluyentes

- Datos: Q2974105
- Multimedia: Digital circuits / Q2974105